# Stella (opera)
Stella je první opera (op. 18) slovenského skladatele českého původu Ladislava Holoubka. Vznikla v letech 1937–1938 na libreto, které si napsal skladatel sám spolu se svou manželkou manželkou Alicí Páričkovou (tehdy členkou sboru opery SND) podle novely Stella Fregelius: A Tale of Three Destinies anglického spisovatele fantasticko-dobrodružné literatury Henryho Ridera Haggarda. Premiéru měla ve Slovenském národním divadle 18. března 1939. Je to první slovenská opera na soudobý, i když exotický námět. Jako v jedné z prvních oper se v ní vyskytuje televize.

## Vznik, charakteristika a historie
Holoubkova Stella je po Detvanovi Viliama Figuše-Bystrého a nevýznamných Matajovi a Matúši Trenčianském Jozefa Rosinského teprve čtvrtá slovenská (totiž na slovenské libreto psaná) opera. Její autor Ladislav Holoubek se již v 19 letech, roku 1932, stal dirigentem Slovenského národního divadla a rychle v něm nabyl praktických zkušeností. Jeho operní prvotina byla nastudována v napjaté době po vyhlášení autonomie Slovenska a nuceném odchodu ze SND většiny českých umělců, včetně šéfa opery Karla Nedbala. To se Holoubka přímo nedotklo: byl sice českého původu a narodil se v Praze, ale od svých šesti let žil na Slovensku. Za Slovenského státu byl jako hlavní dirigent SND a autor tří (z celkem čtyř) v té době premiérovaných slovenských oper jednou z nejvýznamnějších osobností slovenského hudebního života. 
Námětově je Stella oproti předchozím pokusům o slovenskou operu novinkou – jde o baladický příběh se silně charakterizovanou atmosférou nehostinného přímořského prostředí v Anglii, kde si drsná příroda podržuje soustavnou nadvládu nad člověkem i přes veškerý technický pokrok. Krutost přírodních živlů nachází odraz ve vášnivém i krutém jednání postav, jehož středobodem je „femme fatale“, titulní hrdinka.  Přestože významnou roli v ději hraje tehdy technologicky převratná televize, skladatel v (ľuďáckém) tisku příběh vykládal především jako „báseň na víru v Boha, na posmrtný život a na čistou duševní lásku“. Holoubek pomýšlel na zhudebnění Haggardova románu již kolem roku 1930 – ještě jako náctiletý – a dlouho pro ni hledal libretistu; mezitím již pojal myšlenku na ústřední Stellinu píseň. Nakonec se roku 1937 rozhodl zpracovat libreto sám se svou manželkou Alicí Páričkovou: společně vypracovali dramatickou kostru libreta a Páričková vypracovala výsledný text. Podle pozdějšího hodnocení je slabinou libreta statičnost řady situací i množství vedlejších zápletek a postav odvádějících pozornost od hlavní linie příběhu a zdržujících spád děje. Rovněž jazyk libreta je příliš prozaický a nedopovídá atmosféře a citové vypjatosti jednotlivých scén, je navíc málo diferencován, takže se všechny postavy přes zásadní různost charakterů vyjadřují stejným stylem.
Holoubek se při charakterizaci svého stylu odmítal hlásit k některému konkrétnímu směru, vymezoval se však vůči meziválečné avantgardě: „Snažím se psát vždy hudbu, inspirovanou citovou hudbu, a ne suše vypočítané umělosti. […] Nechci být ‚originální‛ za každou cenu.“ Přes využití motivu nejmodernější dobové techniky představuje Stella podle muzikologa Igora Vajdy svým námětem (a konečně i hudebním zpracováním) „jakýsi opožděný závan evropského fin de siècle“. Skladatel ji údajně složil pod silným dojmem bratislavské inscenace Lady Macbeth Mcenského újezdu Dmitrije Šostakoviče; v soudobém tisku mezi svými vzory pro tuto operu vyzdvihl Leoše Janáčka a Vítězslava Nováka.
Skladatel v opeře prokázal smysl pro dramatičnost; jednotlivé úseky v podstatě tradičních forem (scéna, recitativ, ansámbl) po sobě následují rychle a bez přechodů. Hudba sama je postavena na novoromantickém základě a vyskytují se některé rozvíjené příznačné motivy (pochmurný motiv Chrámu zemřelých, motiv vášnivé lásky titulní hrdinky a vynálezce, motiv smrti). Základ opery tkví v orchestru, v němž Holoubek zdařile využívá kontrapunkt a instrumentační techniku, jakož i bohatou harmonii. Předehra (účinně a atmosféricky budovaná na základě passacaglie) a orchestrální mezihry jsou široce symfonicky rozvinuté. Slabinou je vokální složka, neboť hlasy jsou traktovány spíše nástrojově a melodie odvozeny z orchestru než jako samostatné, a rovněž jednotlivé postavy nejsou vokálně individualizovány.
Premiéra Stelly 18. března 1939 připadla do doby těsně po vyhlášení nezávislosti Slovenského státu, v době představení se navíc před divadlem konala slavnost Hlinkovy gardy a Hlinkovy mládeže, takže do značné míry unikla pozornosti diváků i tisku. Dobová kritika shledávala ve Stelle především vliv soudobé české operní tvorby. Hudební recenzent deníku Slovák Jozef Hlavatý jí ve své kritice upíral označení „slovenská opera“, i když svou recenzi nazval „Zasa o jeden krok ďalej“ (na cestě k tomuto cíli) a tvrdil, že tato opera „[p]řevyšuje dosavadní pokusy o slovenskou operu svou hudební technikou“. Chyběla mu především provázanost prozaického a údajně nedramatického libreta s patetickou hudbou. „Teď jsme viděli Stellu, dílo rutinovaného kapelníka, který zná všechny manýry orchestru a jeviště, vyslechli jsme zvučné a vtipné orchestrální pasáže, sbory a sólová čísla, ba i zpívanou a recitovanou konverzaci sólistů, bylo to – přiznejme si – pěkné a působivé, ale – opera to nebyla, alespoň ne ve smyslu dramatickém.“ Považoval hudbu Stelly za posluchačsky přístupnou, „neproblematickou a nemoderní“.
Skladatel svou první operu později dvakrát přepracoval, v letech 1948–1949 a znovu v letech 1954–1955, zejména na základě připomínek k libretu. Tato poslední verze byla uvedena v Státním divadle v Košicích roku 1958 a jen ona se dochovala. Stella pak již jako celek nebyla uvedena, i když se občas hrají působivé instrumentální mezihry ve skladatelově úpravě pro orchestr.

## Osoby a první obsazení
| osoba                                            | hlasový obor | premiéra 1. verze (18. března 1939) | premiéra 2. verze (9. února 1958) |
| ------------------------------------------------ | ------------ | ----------------------------------- | --------------------------------- |
| Morris Monk, vynálezce                           | tenor        | Štefan Hoza                         | Gejza Zelenay                     |
| Richard Monk, jeho otec                          | bas          | Karel Kalaš                         | Imrich Jakoubek                   |
| Peter Fregelius, norský farář                    | baryton      | Karel Zavřel                        | Boleslav Gregor                   |
| Stella, jeho dcera                               | soprán       | Helena Bartošová                    | Anna Poláková                     |
| John Porson                                      | baryton      | Imrich Gál                          | Karol Mareček                     |
| Mary Porsonová, jeho dcera a Morrisova snoubenka | mezzosoprán  | Lída Komancová                      | Oľga Golovková                    |
| Tomáš, sluha u Monků                             | tenor buffo  | František Hájek                     | Ladislav Kucko                    |
| Rychtář                                          | bas          | Zdenko Ruth-Markov                  | Anton Matejček                    |
| Rychtářka                                        | alt          | Janka Kamasová(-Gabčová)            | Margita Doležalová                |
| Edita (Děvče z lidu)                             | soprán       | Helena Bartáková                    | Lucia Ganzová                     |
| Vesnická děvčata a lid, deset námořníků          |              |                                     |                                   |
| Dirigent:                                        | Dirigent:    | Josef Vincourek                     | Ladislav Holoubek                 |
| Režie:                                           | Režie:       | Bohuš Vilím                         | Kornel Hájek                      |
| Výprava:                                         | Výprava:     | Ján Ladvenica                       | Martin Brezina                    |
| Kostýmy:                                         | Kostýmy:     | …                                   | Magda Radvániová                  |

## Děj opery

### 1. dějství
(1. obraz, v „Chrámě mrtvých“) Opuštěnou zříceninu zvanou „Chrám mrtvých“, staré sídlo Monků na samém břehu nehostinného moře, využívá vynálezce Morris Monk ke svým pokusům s televizním vysíláním. S experimenty mu pomáhá jeho snoubenka Mary. Přístroj, který má zprostředkovávat zvukové a obrazové spojení s nedalekým zámkem Monků, byl velkou bouří poškozen, po opravách se však podaří navázat se zámkem spojení. Na obrazovce se objeví Morrisův otec Richard, který žádá Mary, aby se rychle vrátila na zámek. Při bouři poblíž ztroskotala loď a je třeba ošetřit zraněné, kteří jsou přinášeni na zámek.
(2. obraz, terasa zámku) Morris hledí na rozbouřené moře. Mary se zatím usilovně věnuje trosečníkům a Richard využívá příležitosti, aby synovi připomněl tíživou hmotnou situaci jejich rodiny, již lze vyřešit jen urychlením Morrisova sňatku se zámožnou Mary. Morris otci slibuje vyhovět. Na terasu vbíhá rozčilením téměř smyslů zbavený norský farář Fregelius, jeden ze zachráněných cestujících, a hledá svou dceru Stellu, jež zůstala na lodi. Námořníci, kteří nehodu zavinili, ji však nechali v troskách korábu bez pomoci. Richard a Morris zbabělé námořníky vyhazují ze zámku a sluha Tomáš mezitím chlácholí a odvádí Fregelia. Morris, který na terase opět osaměl, slyší z moře znít ženský hlas zpívající zvláštní píseň. Je to nepochybně Stella, jež se dosud nachází na palubě lodi uvázlé na skalisku. Morris neváhá, odvazuje člun a vydává se na neklidné moře.

### 2. dějství
(1. obraz, pokoj na zámku) Všichni napjatě očekávají Morrisův návrat, farář Fregelius se modlí. Brzy na to se Morris skutečně vrací se zachráněnou Stellou. Farář ji nadšeně objímá a všichni chválí jejího hrdinného zachránce.
(2. obraz, zámecká kaple) Stella na kolenou vykonává děkovnou modlitbu za svou záchranu v zámecké kapli. Ta však již dávno slouží především jako Morrisova druhá laboratoř a vynálezce se věnuje svému přístroji tak zaníceně, že si Stelly všimne až po drahné chvíli. Dávají se do hovoru o televizi a pak i o zvláštní písni, kterou Stella na skalisku zpívala. Dívka vysvětluje, že je to starý nápěv, který norské ženy zpívají vždy před smrtí – o níž si již myslela, že přichází. Morrise tajemná žena fascinuje stejně jako on ji a vzrušený rozhovor brzy vyústí v to, že si navzájem přísahají před oltářem věrnost až do smrti. Náhodnými svědky přísahy se stávají Richard a Mary a jsou z ní pochopitelně rozladěni. Stella až nyní zjišťuje, že Mary je Morrisova snoubenka, a v rozrušení prchá do noci. Morris se k otcovu rozhořčení vydává za ní.

### 3. dějství
(1. obraz, prostranství před venkovským kostelem) Stellu a v jejím zápatí Morrise zavedla cesta k místnímu kostelíku, kde právě končí ranní bohoslužba. Stella tam hledá svého otce, s nímž se chce rozloučit a odejít sama do světa. Vycházející lidé ženu, která zjevně strávila noc v lese a nebyla ani na mši, označují za čarodějnici. Fregelius se však dcery před nimi zastane tak účinnou řečí, že ji lidé odprosí. Stela se loučí s nechápajícím otcem a odchází – něco ji neodolatelně táhne k „Chrámu mrtvých“.
(2. obraz, zámecká kaple) Venku zuří bouře a Morris truchlí po Stelle, jež mu zmizela neznámo kam. Tu se ozve signál přístroje a na druhé straně, v „Chrámu mrtvých“, se objeví Stella. Ale v příboji je stará zřícenina zaplavena a hroutí se. Stella na obrazovce zpívá znovu a naposledy svou předsmrtnou píseň. Pak se spojení přeruší. Morris si uvědomuje, že Stella je mrtva, a s výkřikem ztrácí vědomí.